# Эллиль-нирари
Эллиль-нирари — царь Ассирии приблизительно в 1329—1320 годах до н. э.

## Биография
Эллиль-нирари, сын Ашшур-убаллита I, вёл войну с вавилонским царём Куригальзу II, который, по крайней мере, два раза вторгался на территорию Ассирии. Первое сражение произошло у Килизи (на дороге из Ниневии в Арбелу), где, по-видимому, Эллиль-нирари потерпел поражение. Второе сражение состоялось при Сугагу (по-видимому, недалеко от Ашшура) и окончилось полным разгромом вавилонских войск. В архивах Ниппура сохранилось письмо Эллиль-нирари к вавилонскому царю, свидетельствующее о мирном периоде в их взаимоотношениях. В том числе, в этом письме ассирийский правитель жалуется на нехватку олова.
Эллиль-нирари вёл также войну с вассалом Хеттского царства, правителем Митанни Шаттивассой. Он даже дошёл до принадлежащего хеттам Каркемиша и захватил этот город. В ответ хеттский царь Мурсили II на 9-м году своего правления был вынужден предпринять поход в Сирию для возвращения Каркемиша.